# Sandstone (Minnesota)
Sandstone – miasto w Stanach Zjednoczonych, w stanie Minnesota, w hrabstwie Pine.